# Saint-Romain-la-Virvée
Saint-Romain-la-Virvée é uma comuna francesa na região administrativa da Nova Aquitânia, no departamento da Gironda. Estende-se por uma área de 7,83 km². Em 2010 a comuna tinha 896 habitantes (densidade: 114,4 hab./km²).